# Sergueï Kozlov
Sergueï Ivanovitch Kozlov (russe : Сергей Иванович Козлов) né le 7 novembre 1963, il est le président du Conseil des ministres de la république populaire de Lougansk depuis décembre 2015.

## Biographie
Kozlov est allé dans une école militaire. De 1984 à 1995, il a servi en Union soviétique puis en Ukraine en tant que pilote et instructeur d'aviation. De 1994 à 2005, il a travaillé au ministère des Situations d'urgence, notamment en tant que chef du département régional du district de Krasnodon. De 2009 à 2012, il a travaillé comme ingénieur dans le secteur de l'énergie. À partir de juin 2014, Kozlov a dirigé la milice populaire de Lougansk en tant que commandant adjoint. Kozlov a obtenu le grade de général de division. 